# سيريل بيكر
سيريل بيكر (22 نوفمبر 1885 - 1949) (بالإنجليزية: Cyril Baker)‏ هو لاعب كريكت بريطاني (وحمل سابقاً جنسية المملكة المتحدة لبريطانيا العظمى وأيرلندا).